# Cimitero di Cesino
Il cimitero di Cesino (in lingua ligure, çimiteio de Çexìn), si trova nella frazione di Cesino, municipio V Valpolcevera, nel comune di Genova. 

## Storia
La parte monumentale risale alla seconda metà dell'Ottocento, ancora sulla scia del clima creato dall'editto napoleonico di Saint-Cloud entrato in vigore il 12 giugno 1804, con il quale si vietavano le sepolture nelle chiese e nei centri abitati. 
Fu ingrandito a partire dal 1875, anno in cui divenne il cimitero comunale dell'allora comune di Pontedecimo, in seguito al passaggio della frazione di San Cipriano al comune di Serra Ricco nel 1869 e del conseguente venire meno della possibilità di continuare ad utilizzare il cimitero di San Cipriano come luogo di sepoltura per il comune.
Nel Novecento fu ingrandito ancora dopo la prima guerra mondiale, dopo la seconda guerra mondiale, negli anni Sessanta e negli anni Settanta. 

## Monumenti
Notevoli le tombe di famiglia degli industriali polceveraschi Santo Dasso (azienda di maglieria fondata a Pontedecimo nel 1885, utilizzando le strutture di un antico mulino ad acqua costruito nel 1810) e Montanella (ferriere).
Nel cimitero è presente un monumento dedicato ai militari caduti nella Seconda Guerra Mondiale. Vi è inoltre una cripta dove sono sepolti i partigiani caduti durante la Resistenza, di cui molti dei caduti di Passo Mezzano, Isoverde e della Benedicta.

## Galleria d'immagini

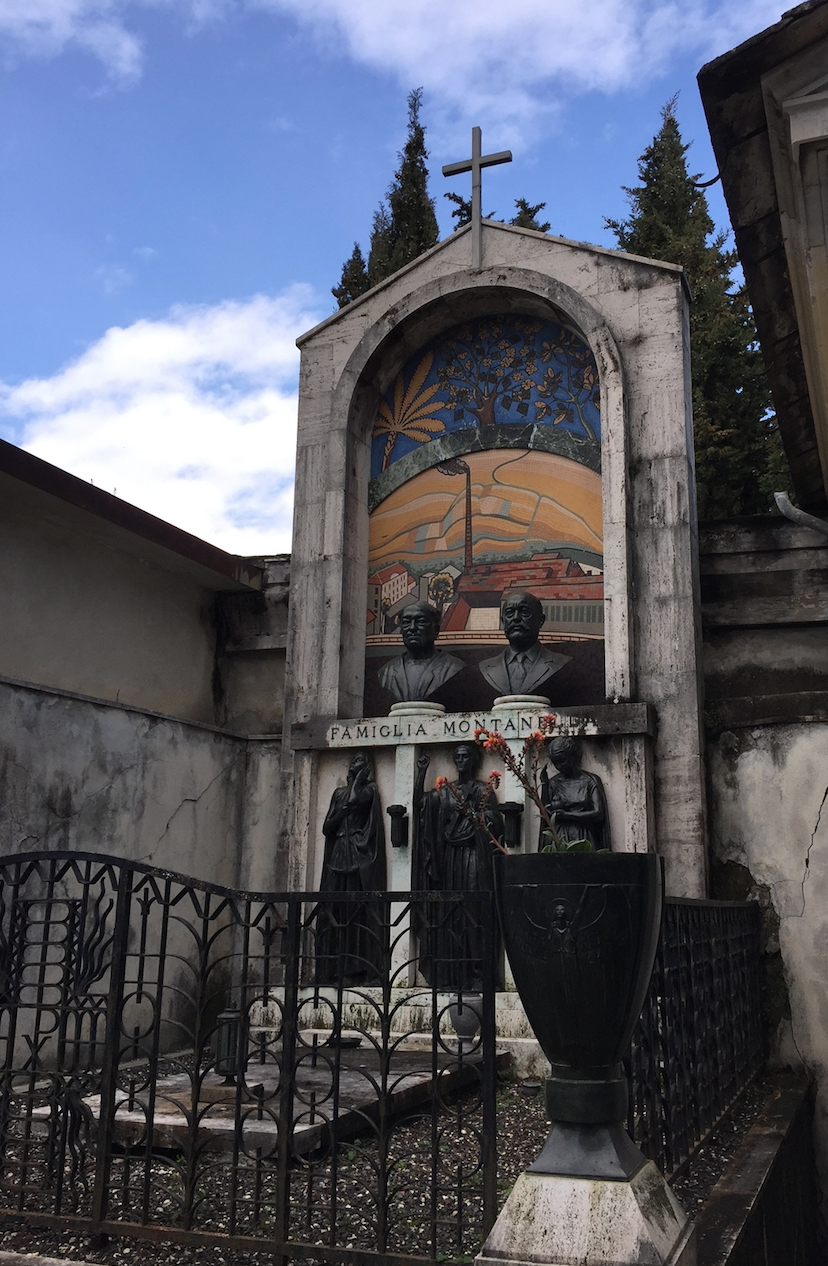
Tomba dell'industriale Montanella
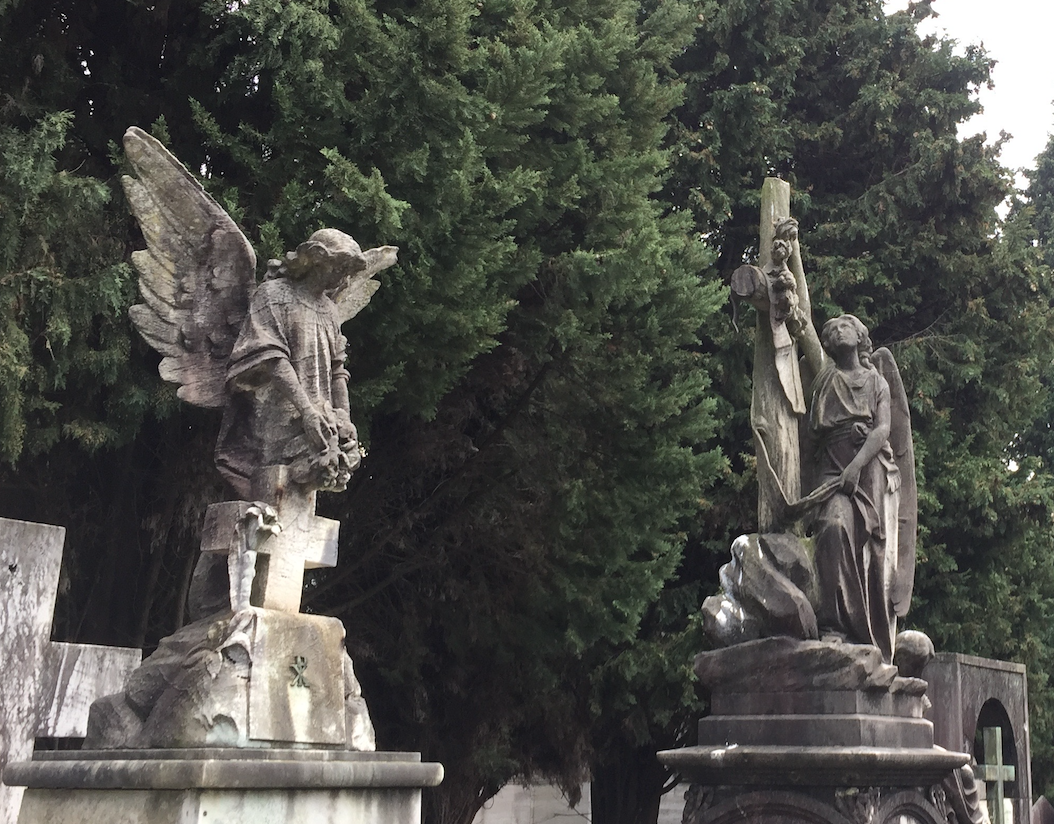
Parte monumentale del cimitero
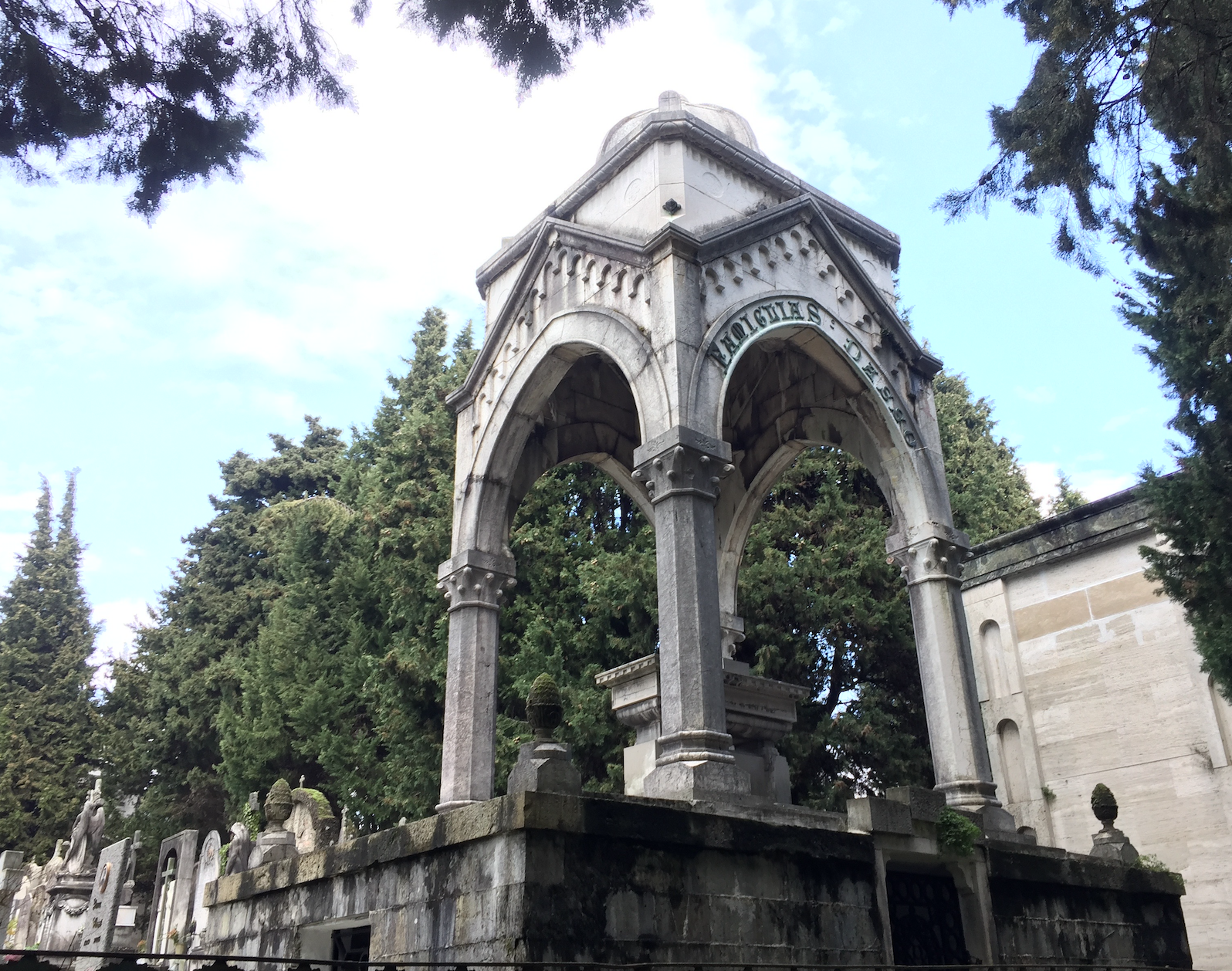
Tomba dell'industriale Santo Dasso
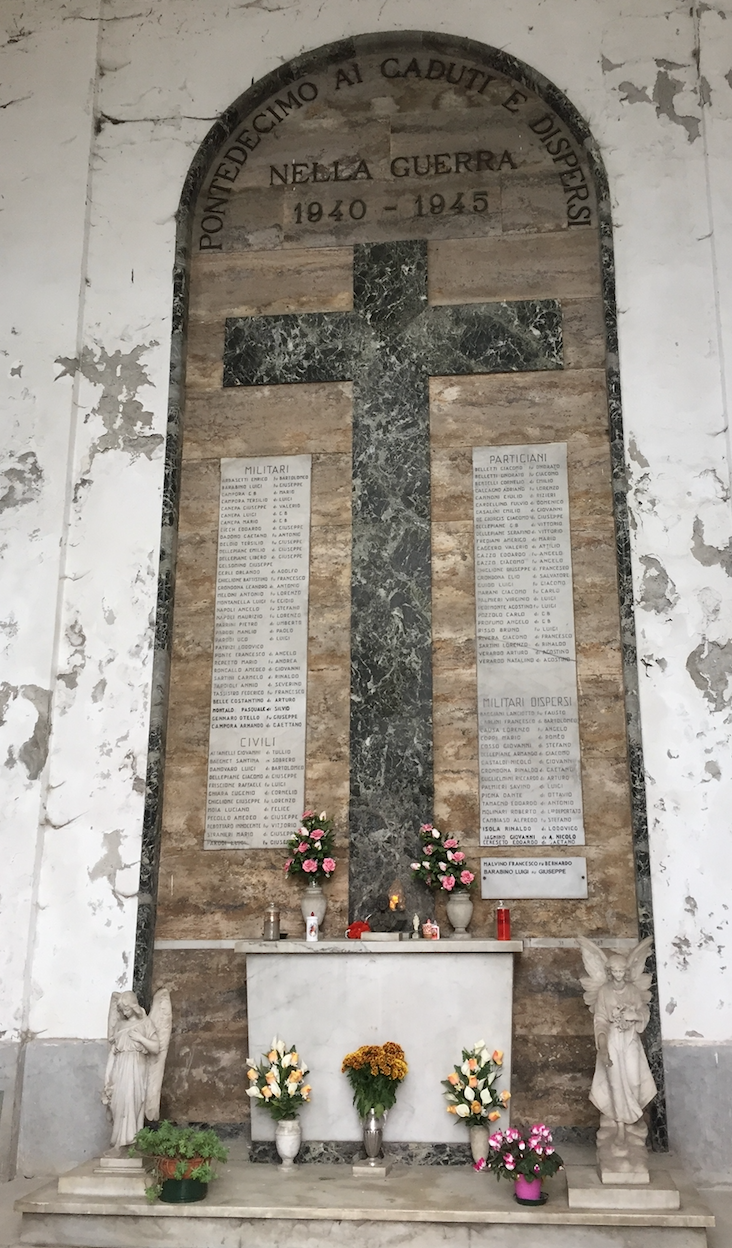
Monumento ai Caduti